# Jerycho-2
Jerycho-2 – typ izraelskich pocisków balistyczny uzbrojonych w głowicę konwencjonalną (500”1000 kg) albo jądrową o mocy 1 MT.
Pierwotnie Jerycho 2 był pociskiem średniego zasięgu (1500 km) ale po kilku modernizacjach (zwiększających zasięg i udźwig,) został zamieniony w strategiczny pocisk międzykontynentalny o zasięgu 7800 km.

## Historia
Program rozwoju pocisku rakietowego Jerycho-2 rozpoczął się w 1977 na podstawie rakiety Jerycho-1, być może we współpracy z Iranem. Program przewidywał stworzenie rakietowego pocisku balistycznego średniego zasięgu wystrzeliwanego z platform lądowych i podwodnych. Miała to być rakieta dwustopniowa. Współpraca z Iranem została przerwana w 1979, istnieją jednak informacje o współpracy z RPA.
Pierwsze testy rakiety Jerycho-2 rozpoczęły się w 1987 na terenie izraelskiego kosmodromu Palmachim. Przeprowadzono ogółem do 1992 roku cztery udane próby, osiągając zasięg około 1300 km. Na podstawie zdobytych doświadczeń zbudowano rakietę nośną Shavit, z którą przeprowadzono dwa udane testy.
Po zdobyciu doświadczenia związanego z użytkowaniem cywilnej rakiety Shavit w latach 90-tych zasięg Jerycho 2 był sukcesywnie zwiększany (z MRBM na IRBM) ostatecznie osiągając międzykontynentalny typ pocisku (ICBM).
W 2005 rozpoczęto nowy program związany z budową pocisku rakietowego typu międzykontynentalnego Jerycho-3.

## Opis
Brak dokładnych danych technicznych i szczegółowych informacji o sprawności rakiet Jerycho-2, istnieją jednak informacje, że są one (wersja A) porównywalne z amerykańskimi rakietami MGM-31A Pershing I.